# Судженка (село)
Су́дженка (рос. Судженка) — село у складі Яйського округу Кемеровської області, Росія.

## Населення
Населення — 564 особи (2010; 669 у 2002).
Національний склад (станом на 2002 рік):
- росіяни — 91 %